# Raikî, Kalînivka
Raikî (în ucraineană Райки) este un sat în comuna Lemeșivka din raionul Kalînivka, regiunea Vinnița, Ucraina.

## Demografie
Componența lingvistică a localității Raikî
     Ucraineană (98,96%)
     Alte limbi (0,78%)
Conform recensământului din 2001, majoritatea populației localității Raikî era vorbitoare de ucraineană (98,96%), existând în minoritate și vorbitori de alte limbi.